# Persone di cognome Mazzoni
| Questa pagina contiene informazioni ricavate automaticamente dalle voci biografiche con l'ausilio del template Bio e di un bot. L'aggiornamento è periodico e automatico e ricostruisce completamente la pagina. Se manca una persona in questa lista, sei pregato di non aggiungerla, ma accertati piuttosto che la sua voce biografica contenga il template Bio e che i dati anagrafici siano correttamente compilati. Se il template Bio manca, inseriscilo tu stesso o, in alternativa, metti l'avviso {{tmp\|Bio}} che ne segnala la mancanza. Se i dati riportati sono sbagliati, correggi direttamente la voce biografica; le modifiche saranno visibili in questa lista entro pochi giorni. Per chiarimenti vedi il progetto antroponimi. La lista contiene solo le 53 persone che sono citate nell'enciclopedia e per le quali è stato implementato correttamente il template Bio. Pagina aggiornata al 7 ago 2025. |

Questa è una lista di persone presenti nell'enciclopedia che hanno il cognome Mazzoni, suddivise per attività principale.

## Allenatori di calcio(1)
- Alfredo Mazzoni, allenatore di calcio e calciatore italiano (Carpi, n. 1908 - Modena, † 1986)

## Arcivescovi cattolici(1)
- Pier Luigi Mazzoni, arcivescovo cattolico italiano (Dovadola, n. 1932 - Formia, † 2012)

## Astronomi(1)
- Emiliano Mazzoni, astronomo italiano (n. 1953)

## Attori(1)
- Carlo Mazzoni, attore, giornalista e sceneggiatore italiano

## Attrici(1)
- Eleonora Mazzoni, attrice e scrittrice italiana (Forlì, n. 1965)

## Avvocati(1)
- Cesare Mazzoni, avvocato e imprenditore italiano (Milano, n. 1862 - Milano, † 1915)

## Calciatori(7)
- Giovanni Mazzoni, calciatore italiano (n. 1903)
- Giovanni Mazzoni, calciatore e allenatore di calcio italiano (Parma, n. 1904 - † 1960)
- Graziano Mazzoni, ex calciatore italiano (Prato, n. 1957)
- Javier Mazzoni, ex calciatore argentino (Don Bosco, n. 1972)
- Lido Mazzoni, ex calciatore italiano (Frascati, n. 1930)
- Luca Mazzoni, ex calciatore italiano (Livorno, n. 1984)
- Mario Mazzoni, calciatore e allenatore di calcio italiano (Firenze, n. 1931 - Firenze, † 2019)

## Cantanti(1)
- Roberta Mazzoni, cantante italiana (Molinella, n. 1941)

## Cestiste(1)
- Silvia Mazzoni, ex cestista italiana (Faenza, n. 1979)

## Chirurghi(1)
- Costanzo Mazzoni, chirurgo italiano (Ascoli Piceno, n. 1823 - Roma, † 1885)

## Compositori(1)
- Antonio Maria Mazzoni, compositore italiano (Bologna, n. 1717 - Bologna, † 1785)

## Contralti(1)
- Elena Mazzoni, contralto e mezzosoprano italiano (Mezzano Superiore, n. 1923 - Parma, † 2017)

## Danzatrici(1)
- Roberta Mazzoni, danzatrice italiana (Piacenza, n. 1967)

## Filologi(1)
- Francesco Mazzoni, filologo italiano (Firenze, n. 1925 - Bibbiena, † 2007)

## Filosofi(2)
- Domenico Mazzoni, filosofo e presbitero italiano (Comeana, n. 1783 - Pistoia, † 1853)
- Jacopo Mazzoni, filosofo, letterato e astronomo italiano (Cesena, n. 1548 - Cesena, † 1598)

## Giocatori di baseball(1)
- Cory Mazzoni, giocatore di baseball statunitense (Evans City, n. 1989)

## Giornalisti(1)
- Gianfranco Mazzoni, giornalista e telecronista sportivo italiano (Teramo, n. 1959)

## Giuristi(1)
- Cosimo Marco Mazzoni, giurista e saggista italiano (Lamporecchio, n. 1943 - Parigi, † 2019)

## Imprenditori(1)
- Giovan Battista Mazzoni, imprenditore e politico italiano (Prato, n. 1789 - Prato, † 1867)

## Ingegneri(1)
- Alessandro Mazzoni, ingegnere aeronautico italiano (Firenze, n. 1931 - Firenze, † 2016)

## Matematici(1)
- Pacifico Mazzoni, matematico italiano (Bari, n. 1895 - Bari, † 1978)

## Medici(1)
- Vittorio Mazzoni, medico italiano (Ancona, n. 1864 - Ostra, † 1897)

## Militari(1)
- Corrado Mazzoni, militare italiano (Bologna, n. 1892 - Veliki Hrib, † 1917)

## Musicisti(1)
- Carlo Mazzoni, musicista, compositore e paroliere italiano (Gricignano di Aversa)

## Pallavoliste(1)
- Claudia Mazzoni, pallavolista italiana (Fabriano, n. 1980)

## Patrioti(1)
- Pio Speranza Mazzoni, patriota, medico e agronomo italiano (Notaresco, n. 1828 - Rosburgo, † 1889)

## Piloti di rally(1)
- Giuliano Mazzoni, pilota di rally italiano (Forlì, n. 1950)

## Pittori(3)
- Cesare Mazzoni, pittore italiano (Bologna, n. 1678 - Bologna, † 1763)
- Domenico Mazzoni, pittore italiano (Caneva, n. 1852 - Udine, † 1923)
- Sebastiano Mazzoni, pittore, poeta e architetto italiano (Firenze, n. 1611 - Venezia, † 1678)

## Poeti(1)
- Guido Mazzoni, poeta, saggista e critico letterario italiano (Firenze, n. 1967)

## Politiche(1)
- Erminia Mazzoni, politica italiana (Napoli, n. 1965)

## Politici(5)
- Ernesto Mazzoni, politico italiano (Benevento, n. 1937 - Benevento, † 2023)
- Giuseppe Mazzoni, politico italiano (Prato, n. 1808 - Prato, † 1880)
- Guido Mazzoni, politico italiano (Figline Valdarno, n. 1912 - † 2001)
- Nino Mazzoni, politico, sindacalista e giornalista italiano (Piacenza, n. 1874 - Bordighera, † 1954)
- Riccardo Mazzoni, politico e giornalista italiano (Prato, n. 1953)

## Presbiteri(1)
- Giovanni Mazzoni, presbitero e militare italiano (Chiassa Superiore, n. 1886 - Petropawlovka, † 1941)

## Sceneggiatrici(1)
- Roberta Mazzoni, sceneggiatrice, regista e scrittrice italiana (Milano, n. 1951)

## Schermidori(1)
- Angelo Mazzoni, ex schermidore italiano (Milano, n. 1961)

## Scrittori(1)
- Carlo Mazzoni, scrittore italiano (Milano, n. 1979)

## Scrittrici(1)
- Ofelia Mazzoni, scrittrice, poetessa e attrice teatrale italiana (Firenze, n. 1883 - Milano, † 1935)

## Scultori(2)
- Giulio Mazzoni, scultore e pittore italiano (Piacenza - † 1590)
- Guido Mazzoni, scultore italiano (Modena, n. 1450 - Modena, † 1518)

## Senza attività specificata(2)
- Cristiana Mazzoni, architetta e teorica dell'architettura italiana (Bolzano, n. 1963)
- Guido Mazzoni, italianista, patriota e politico italiano (Firenze, n. 1859 - Firenze, † 1943)